# Abbaye Sainte-Marie de Pulsano
L'abbaye Sainte-Marie de Pulsano, en italien Abbazia di Santa Maria di Pulsano, est un ensemble monastique situé dans le massif du Gargano, dans la province de Foggia. Ses ermitages bénéficient de la protection du Fondo Ambiente Italiano. Le 8 septembre on y célèbre la fête de Notre-Dame de Pulsano ; à cette occasion, les fidèles partent de Monte Sant'Angelo et rejoignent l'abbaye à dos de mulets. Le monastère dispose également d'une maison d'hôtes qui peut accueillir un nombre limité de pèlerins pour de courtes périodes de retraite.

## Histoire
Le monastère a été construit en 591 sur les vestiges d'un ancien sanctuaire oraculaire dédié à Calchas. On le placa sous l'ordre de saint Équitius. On sait peu de choses sur son histoire avant le XIIe siècle, époque à laquelle il était tombé dans un grave état d'abandon. En 1129, saint Jean de Matera et sa Congrégation le réhabilitèrent en créant la  fondation de l'ordre monastique autonome des pauvres ermites de Pulsano.
En 1177, on acheva la construction de l'église abbatiale dédiée à la Sainte Mère de Dieu. Sous l'autel, on plaça les restes de saint Jean de Matera, abbé décédé en 1139. Le pape Alexandre III le consacra lors d'un pèlerinage au Gargano. L'ordre de Pulsano s'éteignit à la fin du XIVe siècle sous le pontificat du pape Martin V. Les moines suivants furent placés sous l'Ordre des bénédictins.
Au XVe siècle, les Célestins prirent en charge l'abbaye et durent la protéger des prétentions des seigneurs locaux. L'abbaye fut confiée à un cardinal commendataire qui l'administra depuis Rome. Ludovico Giordani, abbé célestin du Gargano, fit construire deux autels latéraux dans l'église abbatiale de Pulsano (aujourd'hui détruite) et le monastère célestin de Manfredonia. Le violent tremblement de terre du Gargano de 1646 a détruit les archives et la bibliothèque.
Plus tard, ce sont les Célestins de Manfredonia qui administrèrent Santa Maria di Pulsano jusqu'à la promulgation du code napoléonien en 1806. Joseph Bonaparte supprima définitivement la présence d'un ordre monastique et autorisa les ayants droit à louer les biens en emphytéose. En 1842, le curé Nicola Bisceglia se vu confier officiellement par l'État l'ensemble monastique de Pulsano sous forme de bail emphytéotique  afin de le « protéger de l'abandon et du vandalisme des bergers ». Seule l'église restat soumise à la juridiction de l'Ordre diocésain. 
En 1966, l'icône précieuse et vénérée de la Madone de Pulsano  a été volée. Il s'agit d'une œuvre de l'école italo-byzantine connue sous le nom de « Ritardatari » et qui s'est développée dans les Pouilles aux XIIe et XIIIe siècles.

## Les ermitages
L'abbaye est entourée de divers ermitages qui faisaient office d'habitations. Pour y accéder, les ermites étaient parfois obligés d'utiliser des cordes ou des échelles.

## Réouverture
Le mouvement « Cristiani Pro Pulsano » est une association créée en 1991, elle est formée de citoyens bénévoles qui ont à cœur de faire vivre la mémoire historique de l'ancienne abbaye de Pulsano.
Enfin, en 1997, l'archevêque Vincenzo D'Addario a permis à l'église abbatiale d’être rouverte au culte public. La communauté monastique de Pulsano y a été créée. Elle est de droit diocésain et suit les deux rites latin et byzantin.

## Lieu du cœur FAI 2010
En 2010, les ermitages de Pulsano ont été élus Lieu du Cœur FAI avec 34 118 avis.